# Carson (Iowa)
Carson és una població dels Estats Units a l'estat d'Iowa. Segons el cens del 2000 tenia 668 habitants.

## Demografia
Segons el cens del 2000, Carson tenia 668 habitants, 285 habitatges, i 200 famílies. La densitat de població era de 496 habitants per km².
Dels 285 habitatges en un 27,7% hi vivien nens de menys de 18 anys, en un 60% hi vivien parelles casades, en un 8,1% dones solteres, i en un 29,8% no eren unitats familiars. En el 26,3% dels habitatges hi vivien persones soles el 14% de les quals corresponia a persones de 65 anys o més que vivien soles. El nombre mitjà de persones vivint en cada habitatge era de 2,34 i el nombre mitjà de persones que vivien en cada família era de 2,83.
Per edats la població es repartia de la següent manera: un 22,2% tenia menys de 18 anys, un 8,5% entre 18 i 24, un 25,6% entre 25 i 44, un 25,7% de 45 a 60 i un 18% 65 anys o més.
L'edat mediana era de 40 anys. Per cada 100 dones de 18 o més anys hi havia 87,7 homes.
La renda mediana per habitatge era de 41.719 $ i la renda mediana per família de 50.000 $. Els homes tenien una renda mediana de 35.804 $ mentre que les dones 21.071 $. La renda per capita de la població era de 18.831 $. Entorn del 4,9% de les famílies i el 8% de la població estaven per davall del llindar de pobresa.

## Poblacions més properes
El següent diagrama mostra les poblacions més properes.